# امبولا، یولسینج
امبولا، یولسینج (به لاتین: Ambula, Ulcinj) یک منطقهٔ مسکونی در مونته‌نگرو است که در Ulcinj Municipality واقع شده‌است.

## خصوصیات
امبولا ۱۹۵ نفر جمعیت دارد.